# Anisogonia
Anisogonia là một chi bướm đêm thuộc họ Geometridae.